# Sebastian Armesto
Sebastian Armesto, né le 3 juin 1982, est un acteur britannique.

## Biographie
Il a notamment interprété le personnage de Benjamin Jonson dans le film Anonymous de Roland Emmerich.

## Filmographie

### Cinéma
- 2006 : Marie Antoinette (Sofia Coppola) : Le comte de Provence
- 2011 : Pirates des Caraïbes : La Fontaine de Jouvence : Le roi Ferdinand VI d'Espagne
- 2011 : Anonymous
- 2015 : Star Wars, épisode VII : Le Réveil de la Force

### Télévision
- 2008 : La Petite Dorrit : Edmund Sparkler
- 2008: The Palace  : Prince George
- 2008 - Instinct Primal : Josh Dawson
- 2016 : Poldark : Tankard
- 2017 : Broadchurch : Clive Lucas
- 2020 : Cursed : Uther Pendragon
- 2026 : Kill Jackie